# 長崎県立小浜高等学校
長崎県立小浜高等学校（ながさきけんりつ おばまこうとうがっこう, Nagasaki Prefectural Obama High School）は、長崎県雲仙市小浜町北野にある県立高等学校。略称は「浜高」（はまこう）。

## 課程・学科・コース
- 全日制課程
  - 普通科
    - 国公私立大学・短期大学・高等看護学院・准看護学校・各種専門学校への進学、および就職に対応。

  - 総合ビジネス科（商業に関する学科） - 2年次より、次の２コースに分かれる。
    - １.会計ビジネスコース
      - 商業実務に即した知識と技術を身につけ、ビジネス能力を発揮できる人材の育成するコース。
      - 全商検定の資格等を活かし長崎大学・長崎県立大学等の経済学部に推薦入学が可能である。
      - 特色的な科目には「簿記」、「原価計算」、「会計」などがある。

    - ２.情報ビジネスコース
      - 情報を処理できる技術を身につけ、情報を発信できる人材の育成するコース。
      - 特色的な科目には「ネットワーク活用」、「ソフトウェア活用」などがある。
      - 令和４年度よりApple iMac 27インチが導入され、イラスト・動画の編集、写真加工等の授業も実施している。

## 校訓
- 「誠実な人」

### 教育方針
1. 「知・徳・体」の調和のとれた心身ともに健康で自主性のある社会人を育成する。
2. 本校生徒として自覚と自負を養い、連帯感を深め、明るく創造的な校風を確立する。
3. 郷土を愛する心を培い、地域社会の信頼に応える人材を育成する。

## 校章
- 校章の図柄はミヤマキリシマの花をデザインしたものである。「高原にみやまきりしま美しくむらがり咲きて小鳥とぶなり」（雲仙野岳頂上の天皇歌碑）とも歌われているとおり、ミヤマキリシマは雲仙の春を彩る花である。
- 1つ1つが清らかで優雅で、しかもそれが群落として限りない美しさをかもしだすミヤマキリシマの花に、生徒1人1人の個性の伸長と、集団となってうるわしい郷土の学園を建設しようという願いがこめられている。

## 校歌
- 作詞 - 宮崎康平
- 作曲 - 古関裕而
  - 3番まである。島原半島を代表する山雲仙岳や橘湾を眺めると遠くに見える「野母半島」（長崎半島）、地元小浜で見かけられる植物「榕樹（ようじゅ）」や櫨（はぜ）[1]、小浜温泉の「湯けむり」、校舎の前に広がる「千々石灘」（ちぢわなだ）など、自然と観光資源に恵まれている環境が歌詞の中で表されている。

## 沿革

### 昭和
- 1949年（昭和24年） - 長崎県立口加高等学校小浜分校（定時制）として開校。（小浜町立小浜中学校に併設）
- 1958年（昭和33年）- 小浜中学校内仮校舎から現在地へ移転。
- 1960年（昭和35年）- 長崎県立小浜高等学校（現校名）と改称。
- 1962年（昭和37年）- 全日制課程に改組。（普通科2学級、商業科1学級）
- 1963年（昭和38年）- 商業科1学級増となる。（普通科2学級、商業科2学級）
- 1964年（昭和39年）- 普通科1学級増となる。（普通科3学級、商業科2学級）
- 1965年（昭和40年）- 普通科1学級増となる。（普通科4学級、商業科2学級）
- 1972年（昭和47年）- 普通科1学級増となる。（普通科5学級、商業科2学級）
- 1974年（昭和49年）- 普通科1学級増となる。（普通科6学級、商業科2学級）
- 1988年（昭和63年）- 第70回全国高等学校野球選手権大会に初出場（開幕戦で茨城・常総学院に1-19で敗退）。
- 19××年 - 普通科1学級減となる（普通科5学級、商業科2学級）。

### 平成
- 1990年（平成2年）- 普通科1学級減となる（普通科4学級、商業科2学級）。
- 1992年（平成4年）- 普通科1学級減となる。（普通科3学級、商業科2学級）
- 1999年（平成11年）- 国際観光科を開設。（普通科2学級、商業科2学級、国際観光科1学級）創立50周年を迎える。
- 2003年（平成15年）- 商業科1学級減となる。（普通科2学級、商業科1学級、国際観光科1学級）
- 2005年（平成17年）- 国際観光科と商業科をビジネス・観光科に改組。（普通科2学級、ビジネス・観光科2学級）
- 2007年（平成19年）- 新校舎が完成。
- 2009年（平成21年）- 新テニスコート、新体育館が完成。

## 学校行事
3学期制

### 1学期
- 4月 - 入学式、歓迎遠足
- 5月 - 中間考査、高総体壮行式
- 6月 - 高校総体、生徒会役員選挙
- 7月 - 期末考査、2年職場体験学習、校内球技大会
- 8月 - 補習、学習会、平和学習

### 2学期
- 9月 - 体育祭
- 10月 - 中間考査、文化祭、新人戦
- 11月 - 高校駅伝全校応援
- 12月 - 期末考査、2年修学旅行

### 3学期
- 1月 - 上級生体験談
- 2月 - ハイキング・トライアル、学年末考査
- 3月 - 卒業式、校内球技大会

## 部活動、同好会

### 運動部
- 陸上部
- 野球部
- バレーボール部

- 卓球部
- バドミントン部
- 柔道部
- 弓道部

### 文化部
- 科学部
- 吹奏楽部
- パソコン部

- 華道部
- 茶道部

## 著名な出身者
- 佐田の富士哲博（大相撲力士）

## アクセス
- 島鉄バス「小浜高校前」バス停から山側に約300メートル。徒歩約5分。
- 最寄りの国道 - 国道57号（島原街道）
- 最寄りの県道 - 県道201号

## 周辺
- 北野保育園
- 橘湾
- 北部に千々石（ちぢわ）地区
- 南部に小浜地区中心部
  - 小浜温泉
  - 宿泊施設（ホテル・旅館）
  - 雲仙市役所小浜支所
  - 小浜消防署（県央地域広域市町村圏組合消防本部）
  - 雲仙警察署（旧小浜警察署）